# Brithura nielseniana
Brithura nielseniana är en tvåvingeart som först beskrevs av Alexander 1964.  Brithura nielseniana ingår i släktet Brithura och familjen storharkrankar. Inga underarter finns listade i Catalogue of Life.